# Kamil Wałęga
Kamil Wałęga (* 21. Juli 2000 in Cieszyn) ist ein polnischer Eishockeyspieler, der seit 2023 beim HC Oceláři Třinec in der tschechischen Extraliga unter Vertrag steht.

## Karriere

### Club
Kamil Wałęga begann seine Karriere als Eishockeyspieler in der Jugendabteilung des JKH GKS Jastrzębie. Nachdem er dort die Jugendmannschaften durchlaufen hatte, sammelte er mit dem SMS Sosnowiec, der Mannschaft der Nachwuchsakademie des polnischen Verbandes, von 2016 bis 2018 erste Erfahrungen in der Polska Hokej Liga. Dort spielte er ab 2016 auch für seinen Stammverein, mit dem er 2021 polnischer Meister wurde. 2019 und 2021 gewann er mit dem Klub den polnischen Eishockeypokal. 2021 schloss sich dem MHk 32 Liptovský Mikuláš aus der slowakischen Extraliga an. Nach zwei Jahren wechselte er 2023 zum HC Oceláři Třinec in die tschechische Extraliga.

### International
Für Polen nahm Wałęga im Juniorenbereich an den U18-Weltmeisterschaften der Division I 2017 und der Division II 2018, als er Torschützenkönig des Turniers wurde, sowie den U20-Weltmeisterschaften der Division I 2019 und 2020, als er zum besten Spieler seiner Mannschaft gewählt wurde, teil.
Im Seniorenbereich stand er erstmals bei den Qualifikationsturnieren für die Olympischen Winterspiele in Peking 2022 im Aufgebot seines Landes. Anschließend spielte er bei den Weltmeisterschaften der Division I 2022 und 2023, als den Polen erstmals seit dem Abstieg 2002 die Rückkehr in die Top-Division gelang und er zum besten Spieler seiner Mannschaft gewählt wurde, für Polen.

## Erfolge und Auszeichnungen
- 2019 Polnischer Pokalsieger mit dem JKH GKS Jastrzębie
- 2021 Polnischer Meister und Pokalsieger mit dem JKH GKS Jastrzębie

### International
- 2018 Torschützenkönig bei der U18-Weltmeisterschaft der Division II, Gruppe A
- 2022 Aufstieg in die Division I, Gruppe A, bei der Weltmeisterschaft der Division I, Gruppe B
- 2023 Aufstieg in die Top-Division bei der Weltmeisterschaft der Division I, Gruppe A

## Statistik
(Stand: Ende der Spielzeit 2022/23)